# Водевиль (Мёрт и Мозель)
Водеви́ль (фр. Vaudeville) — коммуна во французском департаменте Мёрт и Мозель, региона Лотарингия. Относится к кантону Аруэ.

## География
Водевиль расположен на северо-востоке Франции в 23 км на юг от Нанси в исторической области Сентуа между Аруэ и Водиньи.
Соседние коммуны: Орм-э-Виль на севере, Крантенуа на востоке, Водиньи на юге, Аффракур и Аруэ на западе, Аруэ  на северо-западе.

## Демография
Население коммуны на 2010 год составляло 189 человек.
| 1962 | 1968 | 1975 | 1982 | 1990 | 1999 | 2010 |
| ---- | ---- | ---- | ---- | ---- | ---- | ---- |
| 187  | 182  | 145  | 158  | 151  | 173  | 189  |